# Rivash
Rīvash (farsi ریوش) è una città dello shahrestān di Kashmar, circoscrizione di Kohsorkh, nella provincia del Razavi Khorasan in Iran. Aveva, nel 2006, una popolazione di 4.610 abitanti. Si trova a nord di Kashmar.